# Jordhuggormar
Jordhuggormar (Atractaspis) är ett släkte giftormar som hittas i Afrika och begränsad utbredning i Israel och på Arabiska halvön. Släktet innehåller cirka 20 arter. Jordhuggormar har speciella utfällbara främre huggtänder som är unika för familjen, bara en huggtand används när ormen hugger. Denna sticker ut från sidan av munnen och huggs i sidled och bakåt i bytet eller offret. Det är ofta personer blir huggna när de försöker ta ormen bakom huvudet. Alla jordhuggormar har en lätt nedåt pekande och spetsig nos. Ormen kallas också för "side-stabber".

## Arter
Arter enligt The Reptile Database:
- Atractaspis andersonii
- Smal stilettorm (Atractaspis aterrima)
- Battersbys stilettorm (Atractaspis battersbyi)
- Bibrons stilettorm (Atractaspis bibronii)
- Centralafrikansk stilettorm (Atractaspis boulengeri)
- Atractaspis branchi
- Svart stilettorm (Atractaspis coalescens)
- Kongos stilettorm (Atractaspis congica)
- Fet stilettorm (Atractaspis corpulenta)
- Dahomeys stilettorm (Atractaspis dahomeyensis)
- Atractaspis duerdeni (Engelska: Duerden's burrowing asp)
- Atractaspis engaddensis
- Atractaspis engdahli (Engelska: Engdahl's burrowing asp)
- Atractaspis fallax
- Variabel stilettorm  (Atractaspis irregularis)
- Ogadenstilettorm (Atractaspis leucomelas)
- Atractaspis magrettii
- Atractaspis microlepidota (Engelska: Small-scaled burrowing asp)
- Atractaspis micropholis
- Atractaspis phillipsi
- Atractaspis reticulata (Engelska: Reticulate burrowing asp)
- Somalistilettorm (Atractaspis scorteccii)
- Atractaspis watsoni